# Natchanon Songduang
Natchanon Songduang (thailändisch ณัฐชนน สองด้วง, * 27. Februar 1995) ist ein thailändischer Fußballspieler.

## Karriere
Natchanon Songduang stand bis Ende 2015 beim Erstligisten TOT SC in Bangkok unter Vertrag. Wo er vorher gespielt hat, ist unbekannt. Nachdem der Verein Ende 2015 aufgelöst worden war, wechselte er zum Erstligisten Chainat Hornbill FC nach Chainat. Ende 2016 stieg er mit dem Klub in die zweite Liga ab. Wo er 2017 gespielt hat, ist unbekannt. Von 2018 bis 2019 stand er beim North Bangkok University FC in Bangkok unter Vertrag. Der Verein spielte 2018 in der vierten Liga, der Thai League 4, in der Region Bangkok. 2018 wurde er mit dem Verein Meister und stieg in die dritte Liga auf. Hier spielte er in der Lower-Region. 2019 absolvierte er 19 Drittligaspiele und schoss dabei zwei Tore. 2020 unterschrieb er einen Vertrag beim Zweitligisten Uthai Thani FC in Uthai Thani. Für Uthai Thani stand er viermal in der zweiten Liga, der Thai League 2, auf dem Spielfeld. Mitte 2020 wechselte er zum Erstligaaufsteiger Police Tero FC. Wie lang er bei Police unter Vertrag stand, ist unbekannt. Im Mai 2021 unterschrieb er einen Vertrag beim Erstligaabsteiger Sukhothai FC.

## Erfolge
North Bangkok University FC
- Thai League 4 – Region Bangkok: 2018  ▲